# Храм Преображения Господня (Баня-Лука)
Храм Преображения Господня (Русско-сербский храм) (серб. Храм Преображења Господњег (Руско-српски храм)) — строящийся храм Баня-Лукской епархии Сербской православной церкви в городе Баня-Луке. Храм строится в честь и в память святого страстотерпца и императора Николая II.

## История
Согласно официальному заявлению на сайте Центра классической и традиционной архитектуры МАРХИ, чьи директор, Алексей Капустин, является архитектором этого храма, «идее строительства русского храма в сербском городе Баня-Луке уже около ста лет. Сербские ветераны Первой мировой войны после трагической гибели российской императорской семьи решили возвести храм в честь русского царя Николая II, вступившего в Первую Мировую войну, защищая братский сербский народ. Однако, история западных Балкан не позволила исполнить этот обет. В наше время историческая ситуация сложилась таким образом, что идея стала приобретать реальную перспективу воплощения».
Далее сообщается, что «представители Московской Патриархии сочли уместным, чтобы проект храма был выполнен в стенах Московского Архитектурного Института при сотрудничестве с сербской православной епархией города Баня-Луки» и, что «в храме планируется устройство трех приделов: во имя Преображения Господня, Св. Царственных страстотерпцев - императорской семьи Романовых, и Свв. Симеона и Саввы Сербских, родоначальников династии Неманичей».
В заявлении далее отмечено, что «прототипом образа нового храма для Республики Сербской послужил собор Чуда Архангела Михаила в Хонех Чудова монастыря Московского Кремля.
Сербской стороной было принято решение о том, что собор необходимо возводить в архитектурном стиле Московского храмостроения XVI века. Так как именно  образы храмов, создаваемые московскими зодчими XVI столетия, в наибольшей степени ассоциируются у представителей Баня-Лукской епархии с образом православной России.
В свою очередь, в Московском Архитектурном Институте было принято решение взять за основу именно собор Чуда Архистратига Михаила в Хонех  Московского Кремля, построенный в начале XVI века, но не сохранившийся  до нашего времени, что придало идее двойной духовный символизм, поскольку первообраз является одной из древнейших святынь сердца столицы России».
МАРХИ подчеркивает историческую значимость создателя собора Чуда Архистратига Михаила в Хонех – чудотворца, святителя Алексия, митрополита Московского и всея Руси..
По словам Президента Республики Сербской Милорада Додика, «этот храм станет одним из символов Республики Сербской и города Баня-Луки».

## Архитектура
Храм, в основном, строится из камня травертина. Купола и кресты будут покрыты хромированной жестью золотого цвета, привезённой из Сибири. Над храмом будут установлены десять керстов.
Сербской стороной было принято решение о том, что собор необходимо возводить в архитектурном стиле Московского храмостроения XVI века, так как именно  образы храмов, создаваемые московскими зодчими XVI столетия, в наибольшей степени ассоциируются у представителей Баня-Лукской епархии с образом православной России. Также будут присутствовать элементы сербской храмовой архитектуры. Один из таких элементов это розы в сербском стиле, которыми украшены многие сербские храмы и монастыри.
Храм имеет пять куполов и колокольню. Высота центрального (большого) купола с крестом - 41,35 м, без креста - 34,75 м. Высота малых куполов с крестом - 30,75 м, без креста - 26,4 м. Высота колокольни с крестом - 44,5 м, без креста - 40,5 м.